# Dassault Systèmes
Dassault Systèmes S.A. (skracane do 3DS) – międzynarodowe przedsiębiorstwo z siedzibą we Francji, specjalizujące się w oprogramowaniu do projektowania i wizualizacji 3D oraz do zarządzania cyklem życia produktów.